# Lovreća Sela
Lovreća Sela est un village de la municipalité de Krapinske Toplice (comitat de Krapina-Zagorje) en Croatie. Au recensement de 2011, le village comptait 209 habitants.